# Idriz Gjilani
Idriz Gjilani też jako: Idriz Velekinca (ur. 4 czerwca 1901 we wsi Velekincё k. Gjilanu (obecnie Idrizaj), zm. 26 listopada 1949) – kosowski mułła i polityk.

## Życiorys
Był synem Hajurllaha i Sale. W 1911 rozpoczął naukę w medresie Atik w Gjilanie. Z powodów rodzinnych przerwał naukę i ukończył szkołę dopiero w 1926. W tym samym roku otrzymał tytuł mułły i został imamem, pracującym w rejonie Karadak - Hogosht. W 1938 otrzymał godność imama Gjilanu. 
W 1937 założył nielegalną organizację Drita (alb. Światło), skupiającą radykalną młodzież muzułmańską. Działalność społeczna na rzecz budowy dróg i mostów, a także restauracji cmentarzy muzułmańskich ułatwiała Gjilaniemu prowadzenie działalności politycznej. W 1941, kiedy rejon Gjilan znalazł się pod okupacją bułgarską, Idrizi zaangażował się w działalność edukacyjno-kulturalną. Z jego inicjatywy powstało 37 nowych szkół religijnych w rejonie Gjilan.
W 1944 związał się z oddziałem separatystów albańskich, walczących przeciwko przyłączeniu Kosowa do Jugosławii, był członkiem Sztabu Generalnego Kosowa, który miał koordynować działania zmierzające do jego wyzwolenia. Walczył przeciwko oddziałom jugosłowiańskiej XVII Brygady w grudniu 1944. Poległ w listopadzie 1949 w bitwie z oddziałem jugosłowiańskiej służby bezpieczeństwa, która rozegrała się w nocy 25/26 listopada 1949, w pobliżu Gjilanu. Ciało Gjilaniego pochowano na przedmieściach Gjilanu, gdzie zostało później odnalezione w czasie prac drogowych.
W 2015 został odznaczony pośmiertnie przez prezydenta Bujara Nishaniego Orderem Nderi i Kombit (Honor Narodu). Imię Gjilianego noszą ulice w Prisztinie i w Gjilanie.